# Attischer Seebund

Der delisch-attische Seebund (gelb), kurz vor Ausbruch des Peloponnesischen Kriegs

Der Attische Seebund (auch Delisch-Attischer oder Attisch-Delischer Seebund) war ein Bündnissystem zwischen Athen und zahlreichen Poleis in Kleinasien und auf den vorgelagerten Inseln. Die Originalbezeichnung des Seebunds lautete: „Die Athener und ihre Alliierten“ (altgriechisch οἱ Ἀθηναῖοι καὶ οἱ σύμμαχοι). Er wurde als Folge der Perserkriege geschaffen, die 480 v. Chr. durch den Sieg der verbündeten Griechen unter Führung Athens in der Seeschlacht bei Salamis vorentschieden worden waren.
Die Gründung 478/77 v. Chr. diente dem Ziel, die Perser künftig von der Ägäis mit ihren griechisch besiedelten Inseln und Randzonen fernzuhalten und wichtige Seehandelswege zu schützen. Die Athener hatten dabei in militärischer und organisatorischer Hinsicht von vornherein eine gewisse Führungsrolle, die sie im Zuge ihrer innergesellschaftlichen demokratischen Umgestaltung zu einer erdrückenden Vormachtstellung ausbauten.
Während die persische Bedrohung zur Jahrhundertmitte weitgehend gebannt schien, wurde das von Athen beherrschte Seereich im Laufe des 5. Jahrhunderts v. Chr. zu einer wachsenden Herausforderung für die griechische Landmacht Sparta und für den ihr angeschlossenen Peloponnesischen Bund. Die Rivalität der beiden griechischen Großmächte mündete schließlich in den Peloponnesischen Krieg, der sowohl die härteste Ausprägung der athenischen Herrschaft über die ihr unterworfenen Seebundmitglieder brachte als auch – wegen Athens Niederlage gegen Sparta – die Auflösung des Ersten Attischen Seebunds.
Die Neugründung eines Attischen Seebunds 379/78 v. Chr. lässt erkennen, dass die damit verbundenen Schutzfunktionen gerade bei kleineren Bundesgenossen-Poleis weiterhin geschätzt wurden. Allerdings war Athens Führungsrolle nun auch deutlich zurückgenommen und entsprach seiner insgesamt geschwächten Stellung. Der Aufstieg Makedoniens zur griechischen Großmacht minderte zudem Athens Einfluss in der Ägäis und begünstigte den Abfall von Bundesgenossen. Die Niederlage Athens und seiner Verbündeten in der Schlacht von Chaironeia 338 v. Chr. gegen die Makedonier bedeutete das Ende des Zweiten Attischen Seebunds.

## Die Entstehung des Ersten Attischen Seebunds
Nach der persischen Niederlage in der Schlacht von Plataiai 479 v. Chr. und dem Rückzug der Perser vom griechischen Festland setzte eine griechische Bundesflotte unter Führung des Spartaners Pausanias im nordöstlichen Ägäisraum nach und eroberte im Jahr darauf Byzantion. Pausanias’ hochfahrender Führungsstil und seine mangelnde Bereitschaft, die Schutzinteressen der kleinasiatischen griechischen Poleis zu gewährleisten, nutzten die Athener dazu, sich nun ihrerseits die Flottenführung antragen zu lassen, während die Spartaner ihre Verbände abzogen.

### Ein Verteidigungsbündnis gegen Persien
Der Seebund löste den zur Abwehr der Perser gegründeten Hellenenbund nicht ab, dieser existierte weiterhin. Allerdings übernahm der neugegründete Bund nun die Aufgabe, die von der Herrschaft Persiens befreiten griechischen Städte dauerhaft zu schützen. Sparta war an einer Ausweitung des Krieges nach Kleinasien nicht interessiert und wollte sich auf die Verteidigungen des griechischen Kernlandes beschränken. Somit fiel die Aufgabe der Konsolidierung der Freiheit der ionischen Städte in Kleinasien nun Athen und seinen Bundesgenossen zu. Das Interesse der an den Küsten Kleinasiens großteils im Zuge der Griechischen Kolonisation angesiedelten Griechen an einem dauerhaften Schutz vor dem Zugriff der persischen Großmacht war eine stabile Größe bei der Konstituierung des Seebunds, hatten doch die den Perserkriegen vorangegangenen Querelen ebenfalls bei den ionischen Poleis Kleinasiens ihren Ausgang genommen – und mit Athens Parteinahme an ihrer Seite die persischen Vorstöße nach Griechenland ausgelöst. Für die Inselgriechen in der Ägäis und insbesondere für das zum Teil auf Lebensmittelimporte angewiesene Athen ging es aber zusätzlich darum, die Seewege im Ägäis-Raum gegen Übergriffe zu sichern, damit der Handel ungestört blieb und entwickelt werden konnte.
Dies setzte den Bau und die Unterhaltung großer Flottenverbände voraus, wozu hauptsächlich Athen in der Lage war. Eine wichtige finanzielle Rolle spielten dabei die Silbervorräte in den Minen von Laurion: „Der extensive Bergbau lieferte die Ressourcen für den wirtschaftlichen und damit auch für den politischen und militärischen Aufstieg Athens im 5. Jahrhundert.“ Die für die Silbergewinnung benötigten Bergbauspezialisten warb man ab von den schon länger betriebenen Silberminen in Nordgriechenland.
Dass die Athener die militärische Hauptlast des Bundes zu tragen haben würden und dass ihnen das Kommando zustand, war folglich unumstritten. Die Bundesgenossen würden ihrerseits mit finanziellen Beiträgen oder durch die Stellung von Schiffen dem Bund ihren Tribut entrichten und die Athener entlasten.
Von einem ausgearbeiteten Vertragswerk zur Gründung des Bundes ist nichts überliefert. Die zeitgenössische Bezeichnung für dieses Bündnis lautete: „Die Athener und ihre Verbündeten“. Vertragliche Bindungen bestanden wohl im Wesentlichen jeweils zwischen Athen und den einzelnen Bundesgenossen-Poleis und wurden in Verbindung mit Schwurhandlungen unbefristet geschlossen. Symbolisch in die See versenkte Metallklumpen bürgten für die Nachhaltigkeit des Bundes: Solange sie nicht auftauchten, sollte er fortbestehen.

### Anfängliche Organisationsstrukturen
Der Bund umfasste als Symmachie eine Vielzahl Poleis auf dem griechischen Festland, in Westkleinasien und in Thrakien sowie zahlreiche ägäische Inseln. Mittelpunkt und Versammlungsort des Seebunds war für nahezu ein Vierteljahrhundert nicht Athen, sondern die Kykladen-Insel Delos. Dort tagte mindestens einmal jährlich die Bundesversammlung (Synhedrion), und im dortigen Apollon-Tempel wurden die gemeinsamen Finanzmittel des Bundes aufbewahrt. Der Gott, dem sich der Seebund ursprünglich unterstellte, war somit der delische Apollon.
In der Bundesversammlung herrschte von der größten bis zur kleinsten Mitgliedspolis nominell Gleichberechtigung: Jede verfügte über nur eine Stimme bei der Beschlussfassung. Doch gelang es Athen im Synhedrion wohl in der Regel, Mehrheiten für die eigenen Vorschläge bei den Bündnern zu finden. In der Kompetenz der Bundesversammlung dürfte sowohl die Sanktionsgewalt beim Abfall von Bundesgenossen gelegen haben als auch die Kontrollfunktion im Hinblick auf die rechtmäßige Tributveranlagung der Seebundmitglieder.
Als Gesamtsumme der jährlichen Beiträge wurden ursprünglich 460 Talente festgesetzt. Dies lag noch unter der Summe, die allein von den Griechenstädten Kleinasiens vormals an die Perser abzuführen gewesen war. Mit der Tributpflichtigkeit zu verrechnende eigene Schiffe stellten die Inseln Thasos, Naxos, Lesbos, Chios und Samos. Die kleineren Poleis, die wegen der für Schiffbau und Besoldung der Mannschaften anfallenden Kosten dazu nicht in der Lage waren, wurden gemäß ihrer Leistungsfähigkeit anteilig zu Zahlungen verpflichtet. Solche langfristig ausgerichtete Organisation stellte für griechische Verhältnisse eine Neuerung dar; im Peloponnesischen Bund gab es nur anlassbezogene Zahlungen.

### Athens Führungsrolle
Die zur militärischen Führung des Seebunds berufenen Athener hatten von Anbeginn nicht nur das Gewicht der großen eigenen Schiffsflotte und der Operationsleitung zur See durch athenische Strategen auf ihrer Seite, sondern sie stellten mit Aristides auch den vielfach als gerecht gelobten Verantwortlichen für die ursprüngliche Tributveranlagung. Außerdem kamen alle zehn Verwalter (Hellenotamiai) des mit den finanziellen Beitragslasten (φόροι) der Mitglieder gebildeten delischen Bundesschatzes aus Attika, ohne dass dies erkennbar Anstoß erregt hätte.
Zur militärischen trat also die organisatorische Führung Athens, verbunden mit entsprechender politischer Autorität, die auch in der Bundesversammlung durchschlug. Unter den verbündeten Poleis waren viele so klein, dass sie sich in ihrem Umfeld ohnehin kaum unabhängig hätten behaupten können; so mochte ihnen die Obhut des ferneren Athen vorteilhaft erscheinen. Einerseits Gleicher unter Gleichen war Athen damit schon von Anbeginn der Hegemon des Attischen Seebunds, die unangefochtene Führungsmacht.
Zwischen 469 und 466 v. Chr. errang der Seebund am Eurymedon entscheidende Siege über Flotte und Heer des persischen Großkönigs, womit die persische Gefahr gebannt schien und die Notwendigkeit des Bundes aus Sicht der Tributpflichtigen in Frage gestellt wurde. Der Abfall von Thasos, den die Athener 465–463 v. Chr. mit der Belagerung der Insel beantworteten, förderte mit der Repression auch die Unbeliebtheit der Athener bei den Bundesgenossen und steigerte verschiedentlich den Unmut über die Bindung an die Hegemonialmacht.

## Umbau zum Attischen Seereich
Bis zur Mitte des 5. Jahrhunderts ging die Bedrohung von Seebundmitgliedern durch die Großmacht Persien zurück, zumal nach dem Kalliasfrieden von 449 v. Chr. (die Historizität dieser Friedensvereinbarung ist allerdings umstritten). Dadurch verschärfte sich für die Athener das Problem, den Bund zusammenzuhalten, auf den sie die eigenen gesellschafts- und wirtschaftspolitischen Strukturen mehr und mehr ausgerichtet hatten.

### Machtkonzentration gegen Loslösungsbestrebungen
Unter athenischer Hegemonie verloren die übrigen Seebundmitglieder die Möglichkeit zu selbständiger Außenpolitik und Kriegführung und waren zunehmend der attischen Initiative auf Gedeih und Verderb ausgeliefert. Die Zahl der Bündnispartner, die über eigene Schiffe verfügten, ging weiter zurück, die Beitragsveranlagung in Geld wurde fast zur Regel. Kam es wie in Naxos und Thasos zum Abfall einzelner Poleis vom Bund, so standen diese isoliert der mächtigen athenischen Flotte gegenüber, der sie sich mit der Folge harter Strafmaßnahmen schließlich ergeben mussten. Die Küstenstädte waren oft ohne Befestigungsanlagen zur See hin. Städte, die verdächtigt wurden, einen Abfall vom Seebund zu planen, wurden gezwungen, existierende Befestigungen einzureißen. Auch in Friedenszeiten ließ Athen sechzig Schiffe auf monatelangen Übungs- und Überwachungsfahrten zwischen Festland und Inseln kreuzen. Hinzu kam ein Signal- und Nachrichtensystem. Athen beherrschte auf diese Weise die gesamte Ägäis.
Zu den von Athen über abtrünnige Bündner verhängten Strafmaßnahmen gehörte auch die Auslieferung der zum Zeitpunkt des Abfalls noch existierenden Flotte. Fortan mussten auch solche Städte ihrer Tributpflicht durch Geldzahlungen nachkommen. Nur Athen und eine Handvoll anderer Poleis verfügten folglich noch über eine eigene Seestreitmacht (zum Beispiel Samos, später nur noch Chios und Lesbos). Samos, das eigenmächtig militärisch gegen das unter dem Schutz Athens stehende Milet vorging, wurde nach energischem Widerstand erobert, seine Flotte vernichtet, seine Hauptstadt zerstört und deren Bewohner in die Sklaverei verkauft.
Der Kampf gegen die Perser führte die Athener bis nach Ägypten, wo sie etwa sechs Jahre lang einen antipersischen Aufstand unterstützten, 454 v. Chr. schließlich einer persischen Streitmacht unterlagen und dabei neben 80–100 Trieren mehrere tausend Mann verloren. Dieser Schock hatte zur Folge, dass man die Seebundkasse wegen eines angeblich drohenden persischen Zugriffs darauf von Delos nach Athen überführte, das nun auch in repräsentativer Hinsicht zum Zentrum des Seebunds wurde. Aus Sicht der Athener bedeutete die Überführung aber auch, dass die Kasse vor dem Zugriff abtrünniger Bündner ggf. geschützt war und dass sie die Gelder umgekehrt unmittelbar zur Verfügung hatten.
454 v. Chr., das Jahr des Transfers der Bundeskasse nach Athen, war zugleich Veranstaltungsjahr für das im vierjährigen Turnus stattfindende Große Panathenäische Fest, ein Ereignis, bei dem stets auch das Verhältnis zwischen Koloniegründungen und Mutterstadt besonders gepflegt und bekräftigt wurde. Die Verbündeten pflegten dabei ihre Bundestreue zu beweisen, indem sie kleinere Opfergaben wie eine Kuh und eine Rüstung zum Fest mitbrachten. Dann durften sie an der großen Prozession zum Athena-Heiligtum auf der Akropolis teilnehmen. Dies galt von nun an für alle Bundesgenossen Athens: eine wenig dankbar angenommene, zweifelhafte Ehre allerdings, da ja die Beitragszahlungen weiter geleistet werden mussten.

### Athen als Zentrum des Bundes
Die Überführung der Seebundkasse nach Athen war Anstoß für weitere tiefgreifende Änderungen der Organisation des Bundes. Die Bundesversammlung als Beschlussorgan des Bundes entfiel künftig; an die Stelle des Synhedrions trat die Athener Volksversammlung (Ekklesia), die nun kraft eigener Machtvollkommenheit auch über alle Bundesangelegenheiten entschied. Als Legitimationsgrundlage dafür diente der fingierte Koloniestatus sämtlicher Bündner. Man betonte nun die Verwandtschaft von Athenern und Ioniern und gab vor, dass die kleinasiatischen ionischen Städte durchweg von Athen gegründet worden seien; der Status einer athenischen Apoikia wurde aber auch auf alle anderen Bundesgenossen ausgedehnt.
Die Rechtsaufsicht über das Tributwesen und die einzelfallbezogene Regelung der Tributpflicht lag fortan ebenfalls allein in Händen der Athener, die nun auch die Gliederung des Seebundgebietes in unterschiedliche Tributbezirke vornahmen. Mehr und mehr untergruben sie nach Kagan die Autonomie der Seebundmitglieder:

„Sie zwangen die Bundesgenossen, athenische Gewichte, Maße und Münzen zu übernehmen, und beraubten sie durch Schließung ihrer lokalen Münzen eines manifesten Symbols ihrer Souveränität und Unabhängigkeit. Sie verschärften die Bestimmung für die Eintreibung und Ablieferung der Tributzahlungen und setzten Athen als Gerichtsort fest, falls wegen Verletzung der Bestimmungen geklagt wurde.“

Sowohl die Seebundabgaben der Bündner als auch ihr Handel mit Athen waren durch die Münzgesetzgebung Athens ganz auf die Interessen der Führungsmacht ausgerichtet. Athen war nun nahezu einziger Absatzmarkt im Bereich des Seebunds für Schiffbauholz, Eisen, Kupfer, Flachs und Wachs; „es war der wichtigste und unentbehrlichste Umschlagplatz für die Güter der ganzen damaligen, zum Teil sogar außergriechischen Welt, so daß die Städte gezwungen waren, ihren Handel immer mehr auf Athen auszurichten. Darüber hinaus gab es auch athenische Handelsniederlassungen, Emporia, im Seebundgebiet, auf die Athen ebenfalls den Handel zu lenken wußte.“
Die mit der Verschiebung des Seebundzentrums von Delos nach Athen verbundene Umorientierung betraf nicht unwesentlich auch die religiöse Ausrichtung. Statt des panhellenischen Apollon wurde nun die Stadtgöttin der Führungsmacht, Athene, zum zentralen Kultobjekt des Bundes. Der Tempelkasse der Athene kam ein Sechzigstel des jeweiligen Tributs zu, und auf diesen Teil, die Aparché, kam es den Athenern besonders an; denn er war es, den sie auf Steintafeln gesondert schriftlich festhielten. Die Verfügung über diese Mittel lag in den Händen der Athener Schatzmeister, von denen die Stadt sie bei Bedarf entleihen konnte. Mochten die Beiträge einzelner Bündner in Verhandlungen mit den Athenern aus bestimmten Gründen gelegentlich ermäßigt oder erlassen werden: Die Aparché, die Weihegabe für die Göttin Athene, war auch in solchen Fällen unerlässlich. Und die Anwesenheit aller Seebundmitglieder beim Panathenäen-Fest wurde zur Neuveranlagung der Pflichttribute für die nachfolgende Vierjahresperiode genutzt.
Als Verbündete (σύμμαχοι), aus denen im Athener Sprachgebrauch mit der Zeit Unterworfene (ὑπήκοοι) wurden, konnten die Seebundmitglieder mit der attischen Seeherrschaft unterschiedliche Interessen verbinden, beispielsweise die Sicherheit der Seefahrt oder auch die von Athen zu Handelszwecken vorgenommene Vereinheitlichung der Maße und Gewichte, trotz der damit verbundenen Aufgabe eigener Prägungen. Die athenische Flotte, nun die Ägäis beherrschend bot auch im Frieden eine etwa 60 Schiffe umfassende Flotte auf, die zu Übungs- oder Überwachungszwecken jedes Jahr monatelang in der Ägäis kreuzten. Die Überwachung wurde durch ein Signal- und Nachrichtensystem begünstigt; allein auf sich gestellt vermochte kein Mitglied des Bundes etwas gegen Athen auszurichten.

### Die Bundesgenossen: vielfältig Unterworfene
Der Zwangscharakter der attischen Vorherrschaft im Seebund zeigte sich immer dann besonders deutlich, wenn einzelne Bundesgenossen von Athen abfielen. Denn dann drohte nicht nur die militärische Niederwerfung, die Schleifung von Befestigungsanlagen und gegebenenfalls die Auslieferung der eigenen Flotte. Auch Versklavung und exemplarisch harte Bestrafung von Teilen der Bevölkerung sowie die Ansiedlung athenischer Kolonisten gleichsam als Kontrollbesatzung gehörten zu den Folgesanktionen, teils in Verbindung mit einem Umsturz des politischen Systems.
Hatten die athenischen Strategen für die militärische Niederwerfung gesorgt, so rückten Archonten als Beamte mit militärischer Herrschaftsfunktion zur Stabilisierung der Lage nach. Für die Kontrolle über die politischen Verhältnisse im Besatzungsfall waren Phrourarchen zuständig; und als vorübergehende Leiter des Gerichtswesens und der Verwaltung fungierten ebenfalls athenische Beamte, die Episkopoi.
Gezielt und im Sinne eines Herrschaftsprinzips betrieben die Athener die Vereinzelung der Bundesgenossen, indem sie sie sowohl bei der Eintreibung der Tribute als auch bei Rechtsstreitigkeiten stets einzeln sich vornahmen. Bestehende steuerliche oder staatliche Zusammenschlüsse mancher Poleis wurden zu diesem Zweck von ihnen aufgelöst oder zerschlagen.
Als demütigend beschreibt ein Anhänger der vordemokratischen Gesellschaftsstrukturen Athens den Auftritt eines vor die attischen Gerichte zitierten Bundesgenossen, der dort gezwungen sei, „schön zu tun in der Erkenntnis, daß er nach Athen kommen muß, um Buße zu geben und zu nehmen […]; und er ist gezwungen, in den Gerichtshöfen sich auf die Knie zu werfen und, sowie einer eintritt, ihn bei der Hand zu fassen. Deshalb also stehen die Bündner eher als Knechte des Volkes von Athen da.“
Kam es mit dem Abfall und der militärischen Niederwerfung einer Bündner-Polis zum Äußersten, so waren die mit der nachfolgenden Unterwerfung verbundenen Vorkehrungen sowohl einschneidend als auch demütigend, wie das folgende Beispiel eines den Bürgern Kolophons nach einem Aufstand abgepressten Treueids zeigt:

„Ich werde so viel Gutes, wie ich nur irgend kann, in Bezug auf das Volk der Athener und seine Bundesgenossen tun und sagen und planen, und ich werde weder in Worten noch in Taten vom Volk der Athener abfallen, nicht aus eigenem Antrieb und auch nicht auf fremdes Geheiß. Und ich werde das Volk der Athener lieben und nicht von ihm ablassen. Und ich werde die Demokratie in Kolophon nicht zerstören, weder aus eigenem Antrieb noch auf fremdes Geheiß, nicht dadurch, daß ich dort Ränke spinne. Ich werde dies alles meinem Eid gemäß vollbringen…“

Aus dem in freier Entscheidung der Beteiligten und im Zeichen der Gleichberechtigung gegründeten Bund war die straff organisierte Herrschaft Athens geworden, das attische Seereich.

„Die Gründe zum Abfall waren mancherlei, hauptsächlich rückständige Beiträge und Schiffe, in manchen Fällen auch Verweigerung der Heeresfolge; denn die Athener trieben die Summen streng ein, und mit Härte brauchten sie jeden Zwang gegen die Städte, die nicht die Gewohnheit noch auch den Willen zum beschwerlichen Dienst hatten. Auch sonst waren wohl die Athener nicht mehr ebenso beliebt als Herrscher; sie waren nicht mehr Kriegsgefährten gleichen Ranges und hatten es leicht, die Abtrünnigen zurückzuholen – das war der Verbündeten eigne Schuld: denn in ihrem Widerwillen gegen den Felddienst hatten die meisten von ihnen, um nicht von daheim fern sein zu müssen, statt Schiffen sich das entsprechende Betreffnis in Geld auferlegen lassen, und so vergrößerten sie den Athenern die Flotte, indem sie die Kosten dafür zusammensteuerten, und sie selbst, sooft sie abfielen, begannen den Krieg ungerüstet und unerfahren.“

Als Mytilene (zusammen mit fast dem gesamten übrigen Lesbos) von Athen abfiel, begründeten die Gesandten den Abfall vor den Spartanern wie folgt:

„Unser Bündnis mit Athen begann, als ihr euch aus dem Persischen Krieg zurückzoget und sie im Feld ausharrten, um zu tun, was noch zu tun übrig war. Doch schlossen wir dies Bündnis nicht zur Unterwerfung der Hellenen unter Athen, sondern zur Befreiung von den Persern für Hellas. Und solang sie unsere gleichgestellten Führer waren, folgten wir in guten Treuen; als wir sie aber den Kampf mit Persien aufgeben und dafür die Knechtung der Verbündeten betreiben sahen, begannen wir uns zu fürchten. Wehrlos in ihrer Vielspältigkeit, wurden nun einer um den andern die Verbündeten zu Untertanen Athens, außer uns und Chios: nur wir leisteten unsere Waffenhilfe völlig selbstständig und frei, dem Namen nach.“

### Die Rolle der Demokratie beim Herrschaftsausbau
Athens Machtentfaltung als Hegemon im Seebund und als griechische Großmacht war gekoppelt mit dem politisch-gesellschaftlichen Wandel zur entwickelten attischen Demokratie. Die Reformen des Ephialtes von 461 v. Chr. haben der Demokratie den Weg geebnet und damit auch der politischen Mitwirkung einer besitzlosen Klasse von Bürgern, der Theten, die als Lohnarbeiter in Landwirtschaft und Gewerbe oder – seit Beginn der athenischen Flottenrüstung zunehmend – als Ruderer auf den Trieren ihren Lebensunterhalt verdienten. Sie hatten deshalb ein starkes gemeinsames Interesse an einer unanfechtbaren und ausgedehnten athenischen Seeherrschaft als eigene Existenzgrundlage. Daher war der Seebund für Attika nicht nur militärisch von Nutzen und auch nicht nur für Wirtschaft und Handel förderlich; er hatte in den Theten auch eine durch die demokratische Entwicklung zunehmend politisierte gesellschaftliche Basis, die seinen Ausbau zum reinen Herrschaftsinstrument Athens vorantrieb.
Die attische Demokratie beeinflusste somit maßgeblich die Organisationsstruktur des Seebunds. Doch auch den Export ihrer Staatsform machten die Athener zu einem Herrschaftsmittel. Die demokratische Verfassung wurde abgefallenen Bündnern – wie im Falle Kolophons – im Zuge der Folgesanktionen als fortan geltende politische Ordnung oft aufgezwungen. Den Boden dafür bereitete einerseits die drastische Strafmaßnahme einer selektiven Dezimierung der aufständischen Polisbürgerschaft, andererseits die Etablierung athenischer Beamter für eine Übergangszeit und die Ansiedlung attischer Theten, die das Athener Demokratiemodell dann in neuem Umfeld verankerten. Die Beseitigung von Oligarchien und die Errichtung von Demokratien diente recht erfolgreich der Schaffung gemeinsamer Interessen zwischen den breiten Volksschichten der Bündner-Poleis und der Athener Volksversammlung, auch wenn die attische Vorherrschaft ansonsten auf wenig Gegenliebe stieß. Am Beispiel von Samos belegt Schuller den Zusammenhang von Verfassungstyp und Bündnistreue:

„Das demokratische Samos war in der schwierigen Zeit des Fehlschlagens der Ägyptischen Expedition ein treuer Bundesgenosse Athens; nach dem oligarchischen Umsturz 453 setzte es sich immer mehr in Gegensatz zu ihm, bis es abfiel. Selbstverständlich war dann Perikles’ sofortige Maßnahme nach der Wiedereroberung die Wiederherstellung der Demokratie […] Nachdem dann, offenbar aufgrund der sizilischen Katastrophe, den oligarchischen Exilierten gegen 412 die erneute Machtübernahme gelang, glückte ein alsbald mit athenischer Hilfe gegen sie ins Werk gesetzter demokratischer Aufstand, aufgrund dessen das demokratische Samos sich in der Folgezeit als das treueste Bundesmitglied selbst in schwärzesten Tagen erwies und daher 405 mit der Verleihung des athenischen Bürgerrechts belohnt wurde.“

### Zuspitzung im Peloponnesischen Krieg
Wichtiger Mitgestalter und führender Repräsentant der attischen Demokratie sowie maßgeblicher Sachwalter der Seebundinteressen Athens war von Mitte des 5. Jahrhunderts v. Chr. bis in die Anfänge des Peloponnesischen Krieges der über lange Zeit alljährlich in das Strategenamt gewählte Perikles. Mit seinem Wirken war das vielgerühmte Bauprogramm auf der Athener Akropolis verbunden, das Athen – weithin sichtbar und anziehend – auch in künstlerischer und kultureller Hinsicht zum Zentrum Griechenlands machen sollte. Perikles war es schließlich auch, der seinen Mitbürgern riet, die sich anbahnende Auseinandersetzung mit der rivalisierenden Großmacht Sparta nicht zu umgehen, weil er sie für unvermeidlich hielt, und der mit eigenem Kriegsplan dafür die Weichen stellte.
Gemäß dem Zeugnis seines Athener Zeitgenossen, des Historikers Thukydides, war Perikles kraft seiner persönlichen Autorität und Rednergabe aber auch derjenige, der überschießende Machtbegehrlichkeiten seiner Mitbürger zu zügeln wusste und bezüglich der Ausweitung des Seereichs vor einer Überspannung der Kräfte warnte. Nach seinem Tode 429 v. Chr. wurden solche Bedenken angesichts einer zunehmenden Verrohung des Kriegsgeschehens über Bord geworfen. Man gewöhnte sich an Massenhinrichtungen und die Missachtung religiöser, völkerrechtsähnlicher Regeln, die bei früheren Kriegshandlungen noch berücksichtigt worden waren. Ähnliches bahnte sich nun auch in der Art an, wie Athen widerständige Bundesgenossen behandelte.

#### Der gescheiterte Aufstand auf Lesbos
Thukydides’ ausführliche Darstellung der Vorgänge, die den Abfall Mytilenes, der wichtigsten Polis auf Lesbos, und die Reaktion der Athener darauf bestimmten, zeigt das eindrucksvoll. Die der athenischen Vorherrschaft weitgehend überdrüssigen Bewohner von Lesbos, dem neben Chios letzten Bündner, der noch mit eigenen Schiffen die attische Flotte im Seebund unterstützte, nutzten den seit Beginn des Archidamischen Krieges jährlichen Einfall Spartas in Attika 427 v. Chr. zur Loslösung vom Seebund. Trotz eigener Bedrängnis beantworteten die Athener bereits Mytilenes Vorbereitungen zum Abfall mit der Aussendung einer Belagerungsflotte, die die Lesbier zur Unterwerfung zwingen sollte. Im Gegenzug erreichten aber mytilenische Gesandte in Olympia die Aufnahme ihrer Polis in den Peloponnesischen Bund und die Zusage, dass eine lakedaimonische Flotte die athenischen Belagerer von Lesbos angreifen würde. Noch bevor die 40 peloponnesischen Schiffe eintrafen, war aber Mytilene in die Hand des athenischen Strategen Paches gefallen, weil die von den Führern der Aufstandsbewegung gegen Athen unterdessen mit Waffen ausgerüsteten einfachen mytilenischen Bürger nicht gegen die Athener kämpfen mochten und stattdessen die Kapitulation und Auslieferung der Stadt an Paches erzwangen. Mehr als 1000 Hauptbetreiber des mytilenischen Abfalls vom Seebund ließ Paches zur Aburteilung durch die Volksversammlung nach Athen verbringen.
Unter dem Einfluss des Kleon, für Thukydides der gewalttätigste Mann der Stadt, beschloss die Ekklesia nicht nur die Exekution sämtlicher von Paches zugestellten Aufständischer, sondern die Tötung der gesamten männlichen Bürgerschaft Mytilenes und die Versklavung aller Frauen und Kinder. Eine Triere wurde ausgesandt, Paches auf Lesbos zur Durchführung dieses Beschlusses aufzufordern. Vielen ließ diese Entscheidung jedoch keine Ruhe, und sie erreichten eine nochmalige Beratung der Sache am Folgetag. Kleon erneuerte sein Plädoyer für maximale Härte: Welche Polis werde noch vor Verrat zurückschrecken, wenn im Erfolgsfall die Freiheit winke und bei einem Fehlschlag nichts Grundstürzendes drohe? Zur Abschreckung müsse man töten:

„So straft sie, wie sie es verdient haben, und stellt für die anderen Verbündeten ein klares Beispiel auf, daß auf Abfall Tod steht. Wenn sie das merken, so könnt ihr euch wieder besser euren Feinden widmen, statt mit den eigenen Verbündeten zu kämpfen.“

In seiner Gegenrede vor der Volksversammlung betonte Diodotos, dass auch härtere Strafen die Bereitschaft, aus Armut oder Machtgier Unrecht zu tun, nicht aus der Welt schaffen könnten. Es verletze zudem Athens eigene Interessen, abgefallenen Bündnern jede Hoffnung und die Chance der Wiedergutmachung zu nehmen, wenn sie – aus Einsicht in die Aussichtslosigkeit ihres Aufstands – sich zu ergeben eigentlich bereit seien. Ihr Widerstand werde nur noch unerbittlicher, Athen aber trage den Schaden davon: erhöhter militärischer Aufwand bei der Niederwerfung der Abtrünnigen, danach komplett zerstörte Städte und langfristige Beitragsausfälle für die Seebund-Vormacht. Statt ein freies Volk nach dem Abfall unmäßig zu züchtigen, empfahl Diodotos, es vorher scharf zu beobachten und einer Absetzbewegung vorzubeugen, und fügte hinzu:

„Noch eins müsst ihr erwägen, warum es so falsch wäre, Kleon zu folgen: jetzt ist in allen Städten das Volk für Euch und macht entweder nicht mit, wenn die Adligen abfallen, oder es ist den Anstiftern des Abfalls, wenn sie es zwingen, von Anfang an feind; wenn ihr zum Krieg auszieht, habt ihr in jeder gegnerischen Stadt die Masse zum Verbündeten. Vernichtet ihr aber das Volk von Mytilene, das gar keinen Teil hatte am Abfall und, sobald es Waffen in die Hand bekam, euch willig die Stadt übergab, so wäre erstens dieser Mord an euren Freunden ein Frevel, zweitens würdet ihr mit diesem Beispiel den Vermögenden in aller Welt den größten Gefallen tun. Denn sooft sie eine Stadt euch abwendig machen, werden sie alsbald das Volk auf ihrer Seite haben: ihr habt ja gezeigt, daß bei euch die gleiche Strafe die Fehlbaren bedroht wie die Unschuldigen.“

Mit knapper Mehrheit änderte dann die Volksversammlung den Beschluss vom Vortag. Zwar wurden die von Paches überstellten etwas über 1000 Hauptschuldigen der Erhebung gegen Athen auf Kleons Antrag getötet, Mytilenes Befestigungen geschleift und seine Schiffe von den Athenern übernommen. Die bereits angesetzte Aktion zur Massenhinrichtung und Versklavung der Gesamtbevölkerung Mytilenes konnte aber noch verhindert werden: Eine zweite Triere erreichte Lesbos gerade noch rechtzeitig und konnte den geänderten Beschluss übermitteln. Die Ruderer waren mit speziellen Anreizen zur Höchstleistung angespornt worden, um den Rückstand zur ersten Triere zu verringern.

#### Die Zwangseinverleibung von Melos
Eine nachhaltige Kurskorrektur zugunsten einer zurückhaltenderen Machtpolitik Athens war damit jedoch nicht verbunden. Etwa ein Jahrzehnt später fand ein von Thukydides ebenfalls gründlich erfasster Übergriff Athens auf die Bewohner von Melos statt, das bis dahin im Peloponnesischen Krieg eine neutrale Position als kleine Insel inmitten der Ägäis behauptet hatte. In einer als Lehrstück zynischer Machtpolitik berühmt gewordenen Auseinandersetzung, dem Melierdialog des Thukydides, forderten die Athener ultimativ den Beitritt der Melier zum Attischen Seebund. Rechtliche Rücksichten seien nur bei gleichen Kräfteverhältnissen der Kontrahenten von Bedeutung; ansonsten gelte das Recht des Stärkeren zu größtmöglicher Herrschaft über den Schwächeren. Der Hass der Unterworfenen unterstreiche die Stärke der Vormacht. Als Schwäche würde es Athen dagegen ausgelegt, wenn es Melos mit seiner Lage innerhalb der vom Seebund beherrschten Ägäis die Eigenständigkeit beließe. Die Melier neigten trotz realpolitischer Neutralität eher Sparta zu. Sie verstanden sich wie die Spartaner als Dorier und verfügten über einen Gründungsmythos, der besagte, Melos sei von Sparta aus besiedelt worden.
Der athenischen Belagerung konnten die Melier nicht standhalten, zumal die erhoffte Unterstützung durch Sparta ausblieb. Nachdem sie sich der Übermacht ergeben hatten, erlitten sie gerade das Schicksal, das der Bürgerschaft Mytilenes im letzten Moment erspart geblieben war. Christian Meier resümiert:

„Die Großmacht schlug zu mit keiner anderen Begründung, als weil sie es so wollte. Sie fühlte sich stark, nur eben nicht stark genug, um die Neutralität der kleinen Insel, 161 Quadratkilometer groß und mit einer Bevölkerung von vielleicht 1500 Männern, zu ertragen. Den Haß, den Perikles einst bedauernd in Kauf genommen hatte, hielt sie geradezu für notwendig, für erwünscht.“

#### Das Ende der Großmachtstellung Athens
Bis in die Endphase des Peloponnesischen Krieges hielt Athen die Herrschaft über den Seebund mit harter Hand aufrecht, auch nachdem es in den Jahren 412 und 411 v. Chr. – zeitgleich mit einem oligarchischen Umsturz in Athen – zu massiven Abfallbewegungen der Bundesgenossen und zu Auflösungstendenzen gekommen war. Erst 405/404 v. Chr. wurde die Lage der Athener aussichtslos, als es den Spartanern gelang, die athenische Seeherrschaft zu beenden. Athen war nun selbst eine belagerte Stadt und von der Versorgung zur See abgeschnitten. Dadurch wuchs die Furcht der Athener, es könne ihnen Ähnliches bevorstehen wie das, was sie den Meliern angetan hatten.
Die Spartaner brauchten allerdings das geschwächte Athen noch als Gegengewicht zu dem erstarkten Theben, zudem erinnerte man sich an die Verdienste Athens in den Perserkriegen. So kamen die Athener mit den schließlich ausgehandelten Friedensbedingungen noch glimpflich davon: Auf ihre Seemacht mussten sie dauerhaft verzichten, lediglich zwölf Schiffe durften sie behalten. Die Langen Mauern und die Befestigungsanlagen des Piräus waren zu schleifen. Athen wurde – mit oligarchischer Verfassung – erzwungenermaßen Mitglied des Peloponnesischen Bundes unter Führung Spartas.

## Der Zweite Attische Seebund
Für gut ein Vierteljahrhundert mussten die Athener sich in die spartanische Vormachtstellung schicken, ergriffen dann aber die Gelegenheit zur Neugründung eines Seebunds, als die Lakedaimonier militärisch anderweitig gebunden und geschwächt waren.

### Motive und Organisationsstrukturen

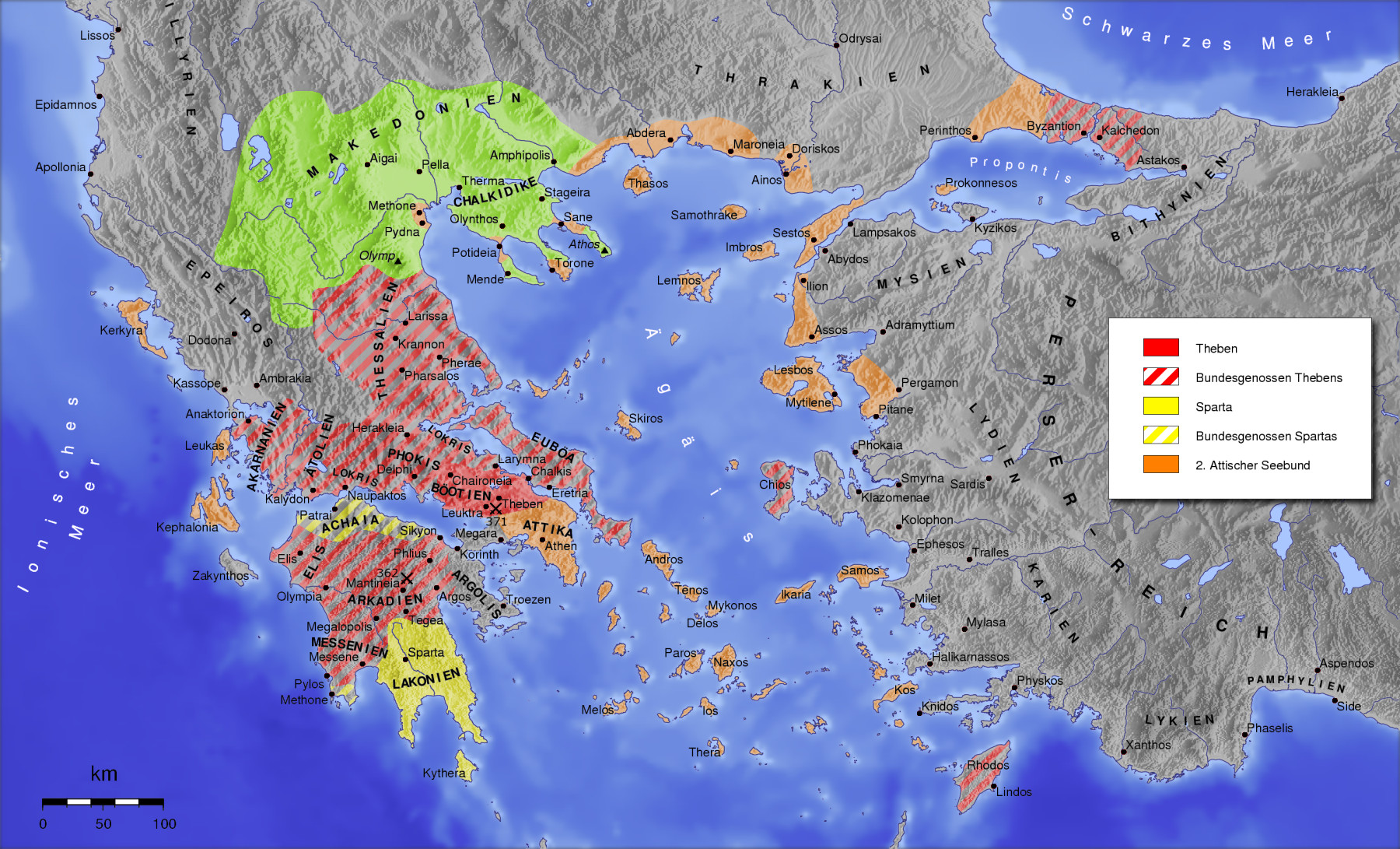
Griechenland zur Zeit der Hegemonie Thebens, 371–362 v. Chr.

Als es 379 v. Chr. thebanischen Demokraten gelang, die spartanische Besatzung der Stadt abzuschütteln und in der Folge für die staatliche Einigung ganz Boiotiens unter demokratischen Bedingungen zu sorgen, bot sich auch für Athen die Gelegenheit, sich aus der Einengung durch Sparta zu befreien und 378/377 v. Chr., gerade 100 Jahre nach der Erstgründung, den Zweiten Attischen Seebund zu errichten. Maßgebliches Motiv war also diesmal die Beseitigung der spartanischen Vormachtstellung, während man in Bezug auf Persien betont auf Interessenausgleich setzte.

„Der gemeinsame Anspruch, auf den sich Athen mit seinen Bundesgenossen verständigen konnte, hatte aber nicht für alle Mitglieder des Bundes genau die gleiche Bedeutung. Die Großmacht Athen, der anerkannte Hegemon des Bundes, strebte an, mit Hilfe seiner Verbündeten eine der spartanischen mindestens ebenbürtige Machtstellung zu erlangen, indem vor allem die Seeherrschaft wieder errungen werden sollte. […] Die Bundesgenossen Athens mußten sich aufgrund ihres viel geringeren Machtpotentials auf das Ziel beschränken, mit Hilfe Athens ihre Autonomie zu bewahren, zunächst und vor allem gegen spartanische Übergriffe. Aber einen größeren Zulauf zu dem neugegründeten Seebund erreichte Athen erst, nachdem es – in dem von Aristoteles verfaßten Aufruf – der antispartanischen Propaganda auch Garantien für Freiheit und Autonomie der Verbündeten hinzugefügt hatte.“

Auf dem Höhepunkt seiner Entwicklung blieb der Zweite Attische Seebund mit ca. 70 Mitgliedern im Umfang noch erheblich gegenüber seinem Vorläufer zurück. Das neue, in Athen tagende Synhedrion sah für die Bundesgenossen wieder je eine Stimme vor. Ein Beschluss dieser Vertretung bedurfte aber zu seiner Gültigkeit der Zustimmung der athenischen Volksversammlung; statt des Nacheinanders beider Einrichtungen als Entscheidungsorgane, wie zu Zeiten des Ersten Attischen Seebunds gehabt, gab es nun also ein Neben- und Miteinander.
Die Bündnerbeiträge, vordem als Phoroi bezeichnet, hießen nun Syntáxeis und waren durchgängig als Geldzahlungen zu leisten. Beitragssenkungen für die einzelnen Bundesgenossen konnte die athenische Volksversammlung ohne Beteiligung des Synhedrions beschließen, weil die Beitragsausfälle nur den Athenern zur Last fielen und die übrigen Bündner nicht berührten. Beitragsfrei gestellt war lediglich das Gründungsmitglied Theben wegen seines Engagements im Landkrieg gegen die Lakedaimonier.

### Die veränderte Rolle Athens
Der Beitrittsaufruf der athenischen Volksversammlung von 377 v. Chr. ließ erkennen, dass Athen das Herrschaftssystem der zweiten Hälfte des 5. Jahrhunderts vergessen zu machen bemüht war: Den Bundesgenossen wurden volle Autonomie, freie Wahl der Verfassung sowie Freiheit von Besatzung und athenischen Aufsichtsbeamten zugesichert. Bodenbesitz von Athenern auf dem Territorium der Bündner sollte es nicht mehr geben.
Die Bündner-Poleis waren nicht gehindert, im Rahmen ihrer Möglichkeiten eigene Flotten zu unterhalten, verpflichteten sich aber zu keinerlei Hilfen bei den militärischen Operationen, die die Athener in Angelegenheiten des Bundes durchführten. Die Überstellung der Geldbeiträge für den Bund nach Athen oblag gewöhnlich den Bundesgenossen selbst. Bei Zahlungsrückständen dürfte Athen spezielle Geldeinzieher ausgesandt haben. „Nicht selten wurden auch den athenischen Strategen, die einen Feldzug leiteten, die Beiträge einzelner Poleis zur Einziehung und sofortigen Verwendung zugewiesen.“ Anders als im Falle der Tributzahlungen zur Zeit des attischen Seereichs im 5. Jahrhundert sind die Beiträge zum Zweiten Attischen Seebund anhand von Quellen kaum zu ermitteln. Da die Bundesgenossen aber neben diesen Abgaben auch noch eigene Kriegsschiffe finanzierten, dürften diese vom Synhedrion bewilligten Syntáxeis keine übermäßige Belastung dargestellt haben.
Dass die militärischen Operationen ohne jede Beteiligung von Schiffen der Bundesgenossen durchgeführt wurden, hatte für Athens Strategen den Vorteil der vereinfachten Organisation und des einheitlichen Kommandos. Dafür verblieben aber auch alle Risiken militärischer und finanzieller Art allein bei Athen. Die auf den vermögenden Bürgern lastenden Verpflichtungen, für Bau und Einsatzkosten der Trieren aufzukommen (die mit der Trierarchie verbundenen Leiturgien), konnten in diesem Organisationsrahmen vor allem dann unangenehm drückend werden, wenn die Kriegskosten in Zeiten erhöhter Spannungen oder offener Konfrontation anstiegen. Denn die Bundesgenossen-Beiträge waren ein Fixum; von Sonderumlagen auf die Verbündeten oder von erhöhten Syntáxeis ist nichts bekannt.

### Neue Machtexpansion
Mit einem Sieg über die peloponnesische Flotte im Sund zwischen Paros und Naxos gelang den Athenern noch einmal die Erringung der Seeherrschaft in der Ägäis. 375 v. Chr. fand in Sparta ein von Lakedaimoniern und Athenern gemeinsam erstrebter Friedenskongress statt, auf dem ein, wenn auch kurzlebiger, panhellenischer Frieden geschlossen wurde. Nach zwischenzeitlichen Spannungen 371 v. Chr. noch einmal erneuert, war er aber wegen der kriegerischen Konfrontation Thebens unter Epameinondas mit Sparta rasch hinfällig. In der Schlacht bei Leuktra erlitt das spartanische Heer hohe Verluste, die Spartas Ende als militärische Großmacht in Griechenland herbeiführten und Theben für das Folgejahrzehnt die Vormachtstellung verschafften.
Athen strebte nun erneut danach, seine Seeherrschaft in der Ägäis auszubauen, vor allem im Norden und im Osten. 387 v. Chr. war Samos an Persien gefallen. Dies wurde 365 v. Chr. unter dem Strategen Timotheos in einer Weise korrigiert, die an die Praktiken auf der Höhe des attischen Seereichs erinnerte: Nicht nur die persische Besatzung der Insel, sondern auch die Samier selbst wurden vertrieben und an ihrer Stelle nach und nach mehrere tausend attische Kleruchen angesiedelt. Der Zweite Attische Seebund stand vor einer Neuausrichtung:

„Die Straße der Bundespolitik hatte Athen längst verlassen; es träumte von einem neuen attischen Seereich, dessen Aufstieg durch chaotische Zustände in Griechenland und vor allem durch die Lähmung der persischen Initiative begünstigt zu werden schien.“

### Schwächung im Bundesgenossenkrieg
Unter dem Eindruck der wechselseitigen Schwächung Spartas und Thebens mochte Athen mit dem Seebund neuerlich Großmachtambitionen hegen. Diesem Ziel stellte sich aber seit 359 v. Chr. der Aufstieg Makedoniens unter Philipp II. entgegen. Die dadurch geschwächte Stellung Athens in der nördlichen Ägäis ermutigte die stärkeren Seebundmitglieder zur Loslösung vom Attischen Seebund: Chios, Rhodos, Byzanz und Kos schlossen sich zu einer gesonderten Konföderation gegen Athen zusammen. Im sogenannten Bundesgenossenkrieg gelang es den Athenern nicht, die Abspaltung rückgängig zu machen, so dass sie mit dem Friedensschluss 355 v. Chr. eine erhebliche Machteinbuße hinzunehmen hatten.

### Das Ende im Zeichen makedonischer Machtentfaltung
Nachdem auch Lesbos und Kerkyra den Seebund verlassen hatten, blieb Athen in der Folge zwar immer noch die Schutz- und Vormacht einer Vielzahl von Bündnern; ein auf Machtzuwachs angelegtes Instrument stellte der Bund aber nicht mehr dar. Vielmehr verlor er unter dem Einfluss der makedonischen Machtexpansion noch weitere Mitglieder, ohne jedoch gänzlich bedeutungslos zu werden. Die geschrumpften Einnahmen aus den Bündnerbeiträgen blieben für Athens Finanzhaushalt ein wichtiger Posten. Und im Außenverhältnis war die auf den Bund gegründete Seemacht Athens noch 340 v. Chr. auch für Philipp II. eine bedeutende Einflussgröße in der Ägäis.
In Mittelgriechenland hatte auf phokischem Boden bereits seit 346 v. Chr. eine makedonische Besatzungsmacht Fuß gefasst. Philipp II. baute diese strategische Position weiter aus, indem er sich zudem Sitz und Einfluss in der delphischen Amphiktyonie verschaffte. Während Demosthenes in Athen in den 40er Jahren den Widerstand gegen Philipp II. propagierte, gab es mit Isokrates einen Gegenspieler, der die Griechen hinter dem Makedonenherrscher im Sinne einer antipersischen Mission zu einen suchte. Bis zur entscheidenden Schlacht von Chaironeia 338 v. Chr. behielt Demosthenes mit seiner antimakedonischen Agitation in Athen die Oberhand. Durch die Niederlage der ebenfalls von Demosthenes geschmiedeten Koalition, die neben Athenern und Boiotiern unter anderem auch Teile der Peloponnesier gegen Philipp II. in Stellung brachte, verlor Athen die Unabhängigkeit und wurde für die Folgezeit in ein Bündnis mit Makedonien genötigt. Damit zugleich verfiel auch der Zweite Attische Seebund 338 v. Chr. der Auflösung von außen.